# 南オーストラリア州
南オーストラリア州（みなみオーストラリアしゅう、英: South Australia, 略語：SA）は、オーストラリア中央南部に位置する州である。

## 概要
南オーストラリア州の州都は最大都市であるアデレード。大陸の最も乾燥した地域の一部を占めており、面積は98万3482km2で、オーストラリアの州及び準州の中では4番目に大きい。南オーストラリア州は、本土の全ての州と北部準州に隣接している。西に西オーストラリア州、北に北部準州、北東にクイーンズランド州、東にニューサウスウェールズ州、南東にビクトリア州があり、南は大オーストラリア湾やインド洋である。人口はオーストラリア国内の7%にあたる約180万人で、国内の州及び準州では5番目に多い。人口の大多数は、州都のアデレードと、南東海岸部やマレー川に沿った肥よくな地域に住む。オーストラリアの州では珍しく、もともと流刑地ではなくイギリスの自由入植地として計画された。1836年12月28日、当時のジョン・ヒンドマーシュ総督によって古いゴムの木で公式に設立が宣言された。

## 地理

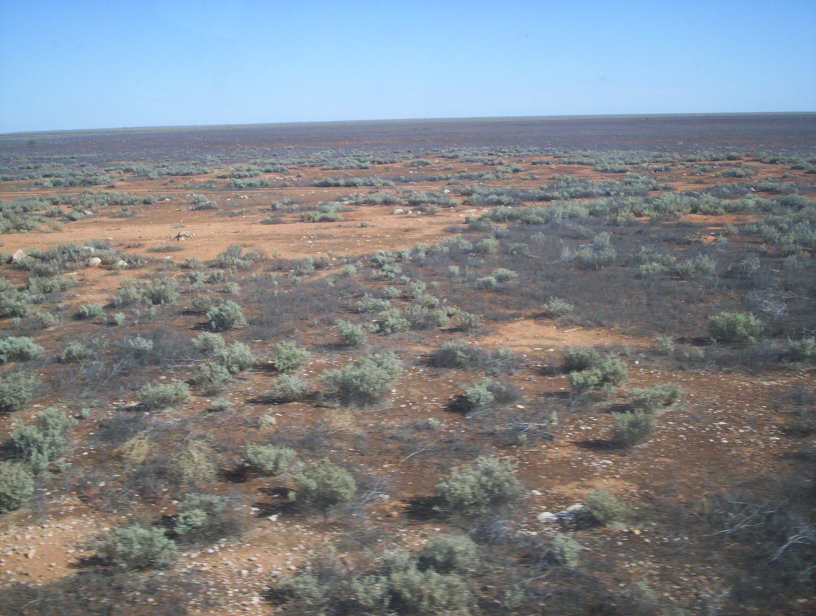
ナラボー平原

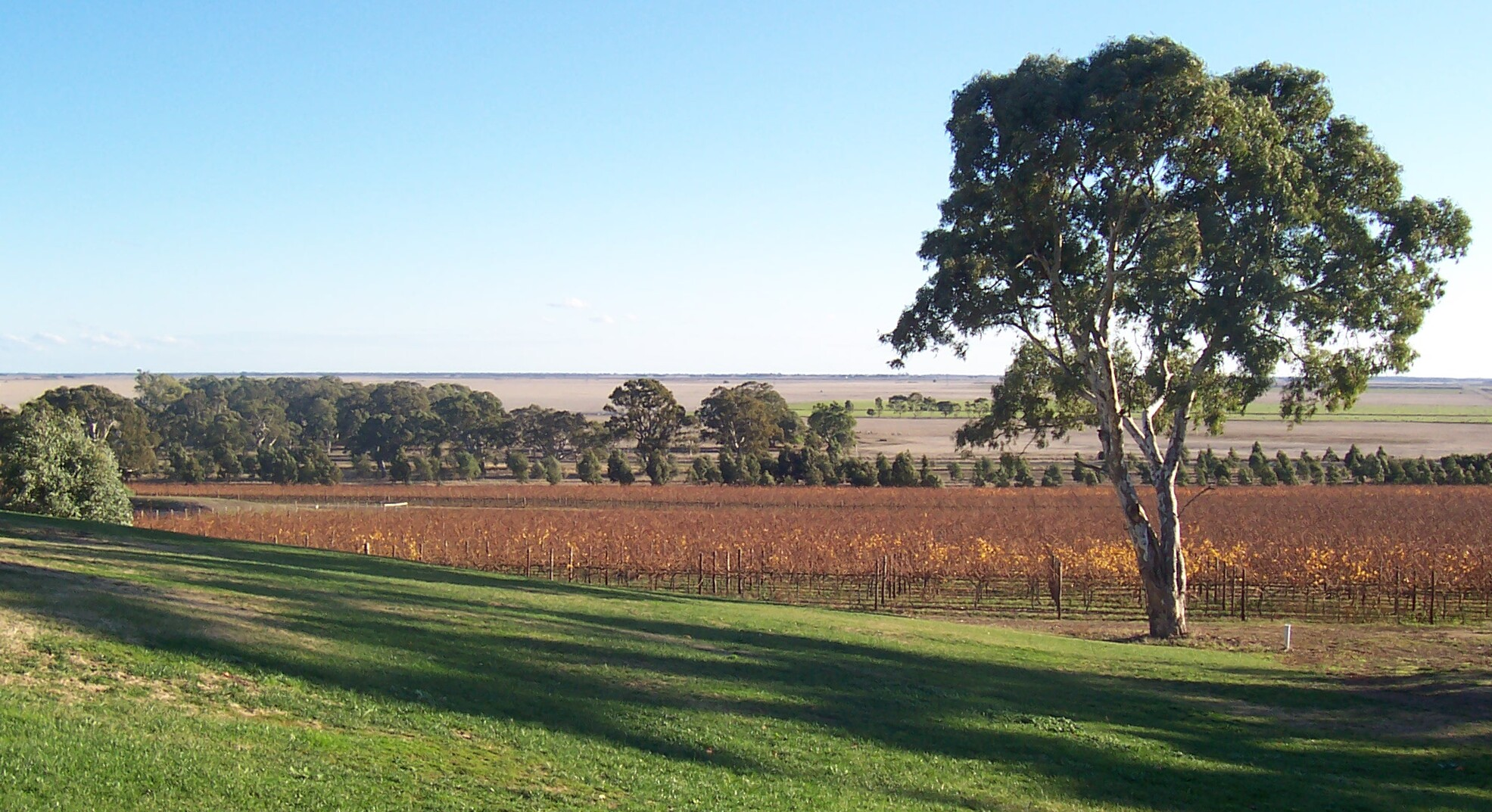
葡萄農園, Naracoorte 近郊

離島のタスマニア州を除きオーストラリア本土の他州全てと接する。南は南氷洋（インド洋）に面し気候は温帯性である。州都のアデレードに州人口の大半が集中する。同州の標準時（中部オーストラリア標準時：（A）CST）はUTC+9時間30分（日本標準時+30分）である。夏時間（（A）CDT = UTC+10時間30分）の開始は10月の第1日曜日早朝、終了は翌年4月の第1日曜日早朝である。切り替え時の数時間を除いて、メルボルンやシドニーからは常に30分遅れることになる。

### 地形
- アデレード山脈
- バロッサ谷
- クレア谷
- エアー半島
- フルリオ半島
- フリンダーズ地域
- カンガルー島
- ライムストーン海岸
- マレーの土地
- ナラボー平原
- 川の土地
- ヨーク半島

### 河川
主な川
- クーパー・クリーク
- マルヌ川
- マレー川
- オンカパリンガ川
- ポート川
- トレンス川
- トッド川

### 湖沼
主な湖
- アルバート湖
- アレクサンドリア湖
- エーア湖
- フローム湖
- ゲイドナー湖
- トレンズ湖
- ブルーレイク

### 島嶼部
主な島
- フリンダーズ島
- グラニット島
- ヒンドマーシュ島（英語版）
- カンガルー島
- リプソン島
- 海王星諸島
- ノイツ群島
- ピアソン島（英語版）
- サー・ジョゼフ・バンクス群島（英語版）
- トレンス島（英語版）
- トラウブリッジ島（英語版）
- タンビー島（英語版）
- ワーダング島（英語版）

## 歴史
南オーストラリア州の歴史も参照。
1831年、南オーストラリア会社が設立され入植者に土地が売却された。この点、流刑植民地として始まった他州とは違いがある。1901年、オーストラリア連邦成立に伴い州となった。

## 人口動態
南オーストラリア州の都市一覧も参照。
州の人口の大部分（77.1%）はアデレード大都市圏（2011年の推定人口が126万2940人）に住んでいる。

### 主要都市

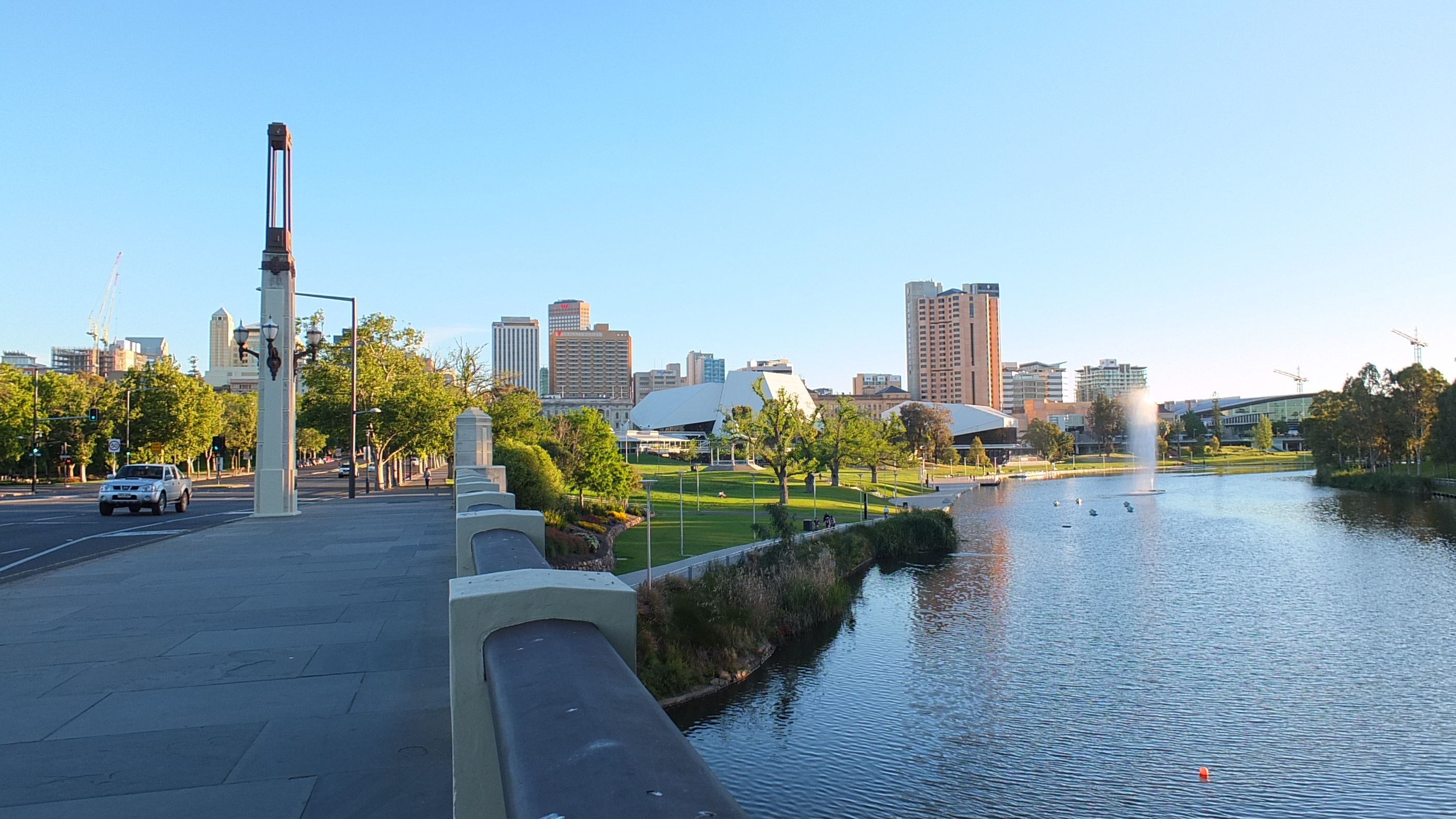
アデレード（人口：132万人） - 州都
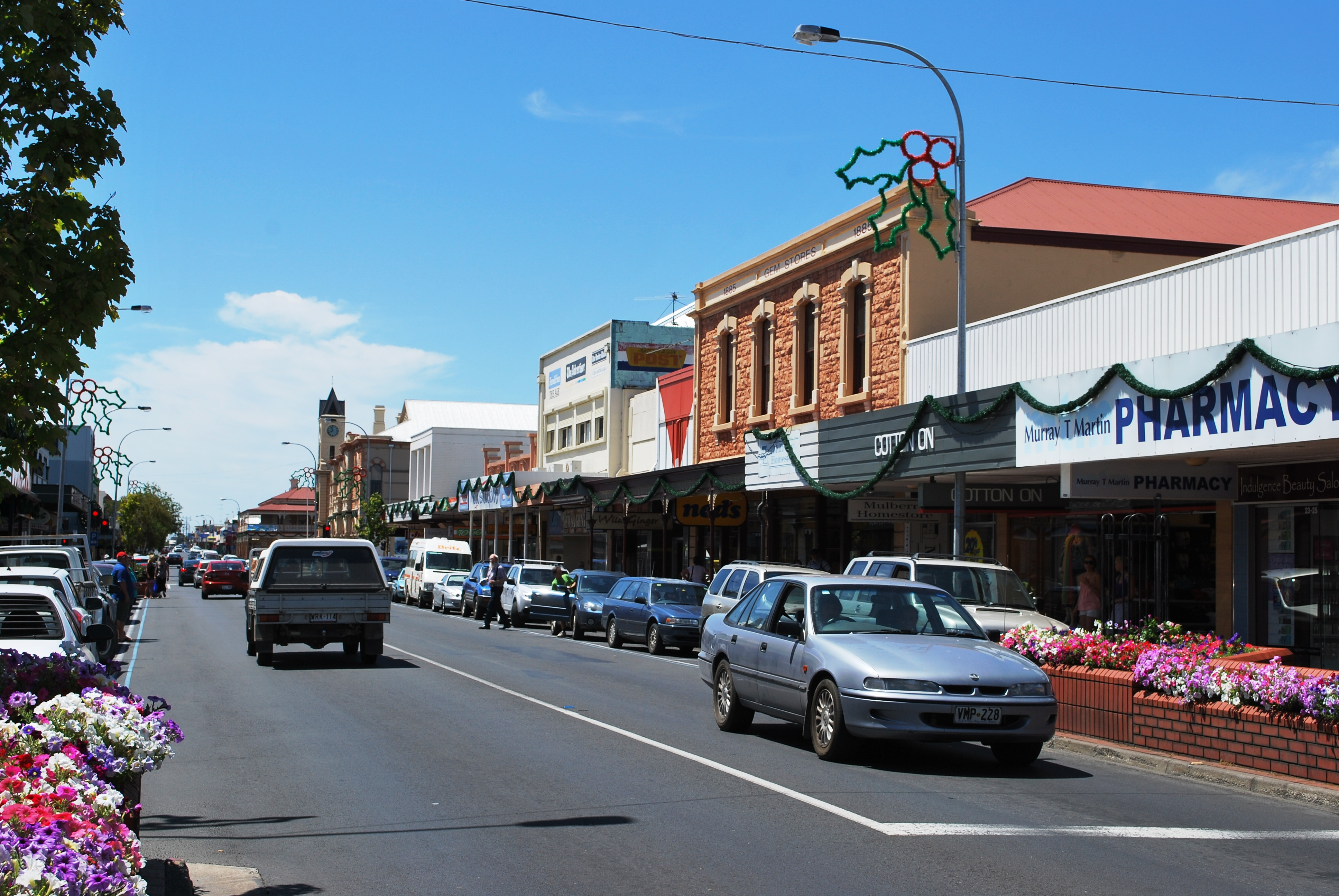
マウントガンビア（人口：2.8万人）
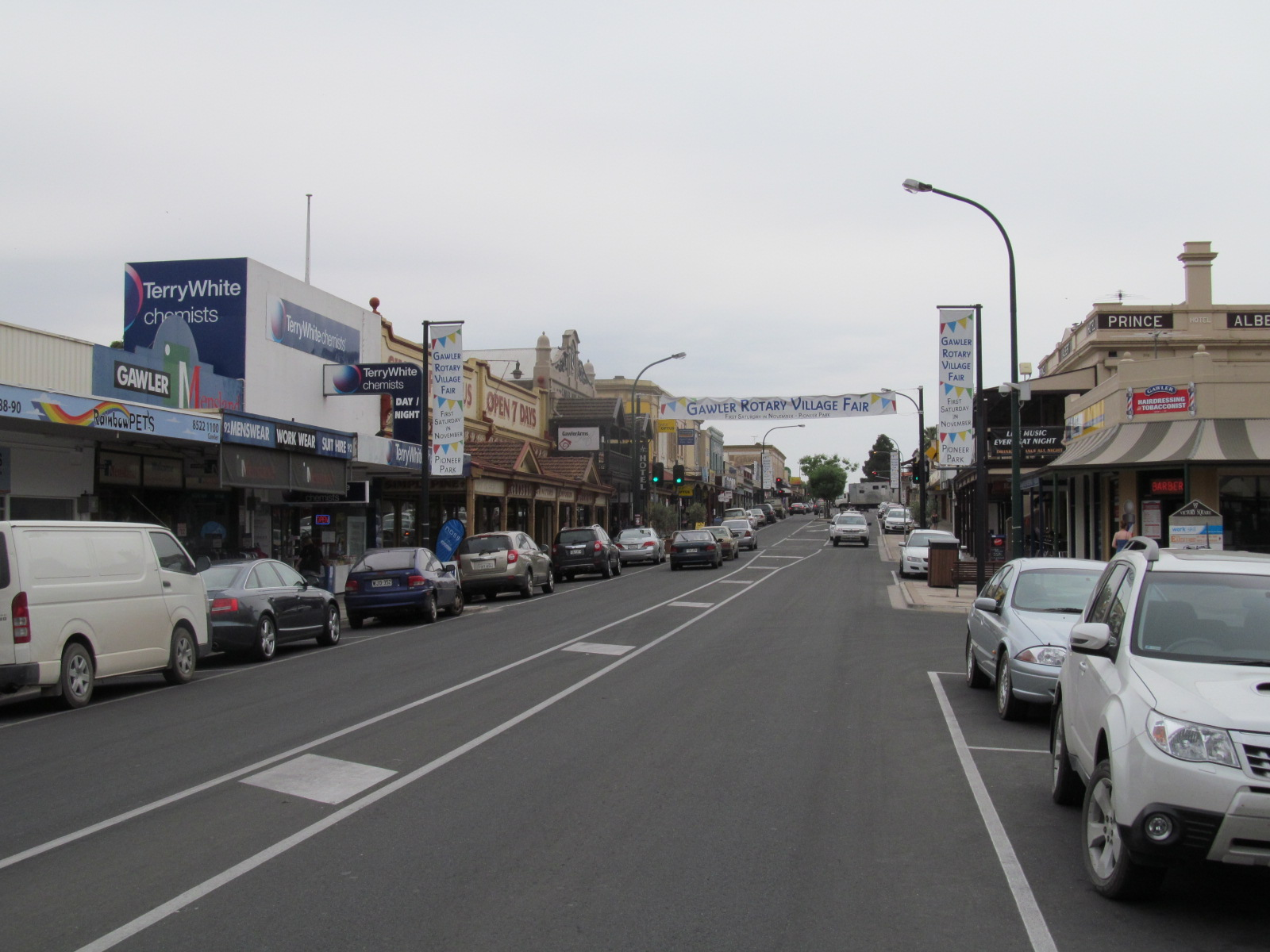
ゴーラー（人口：2.6万人）
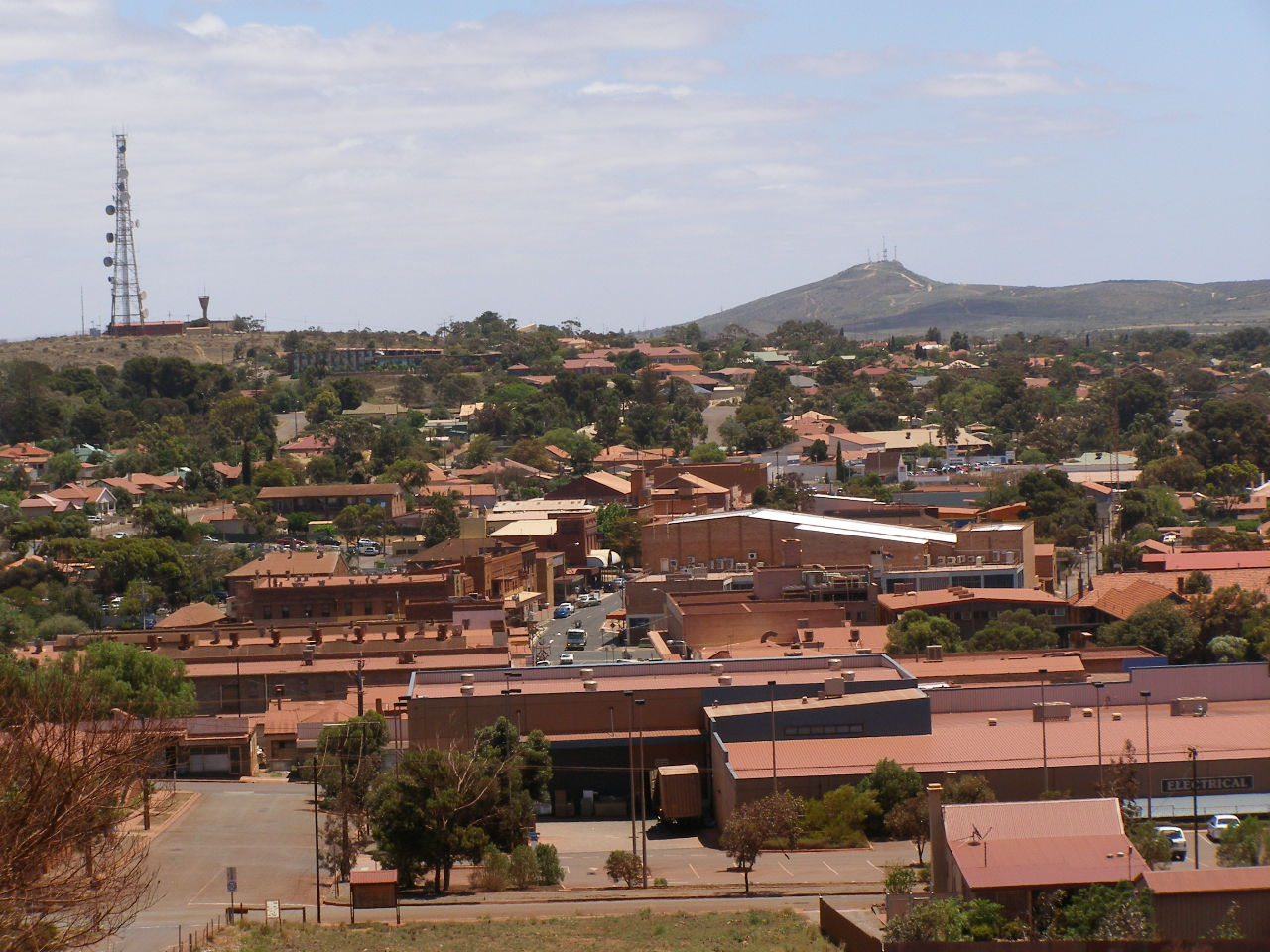
ワイアラ（人口：2.1万人）
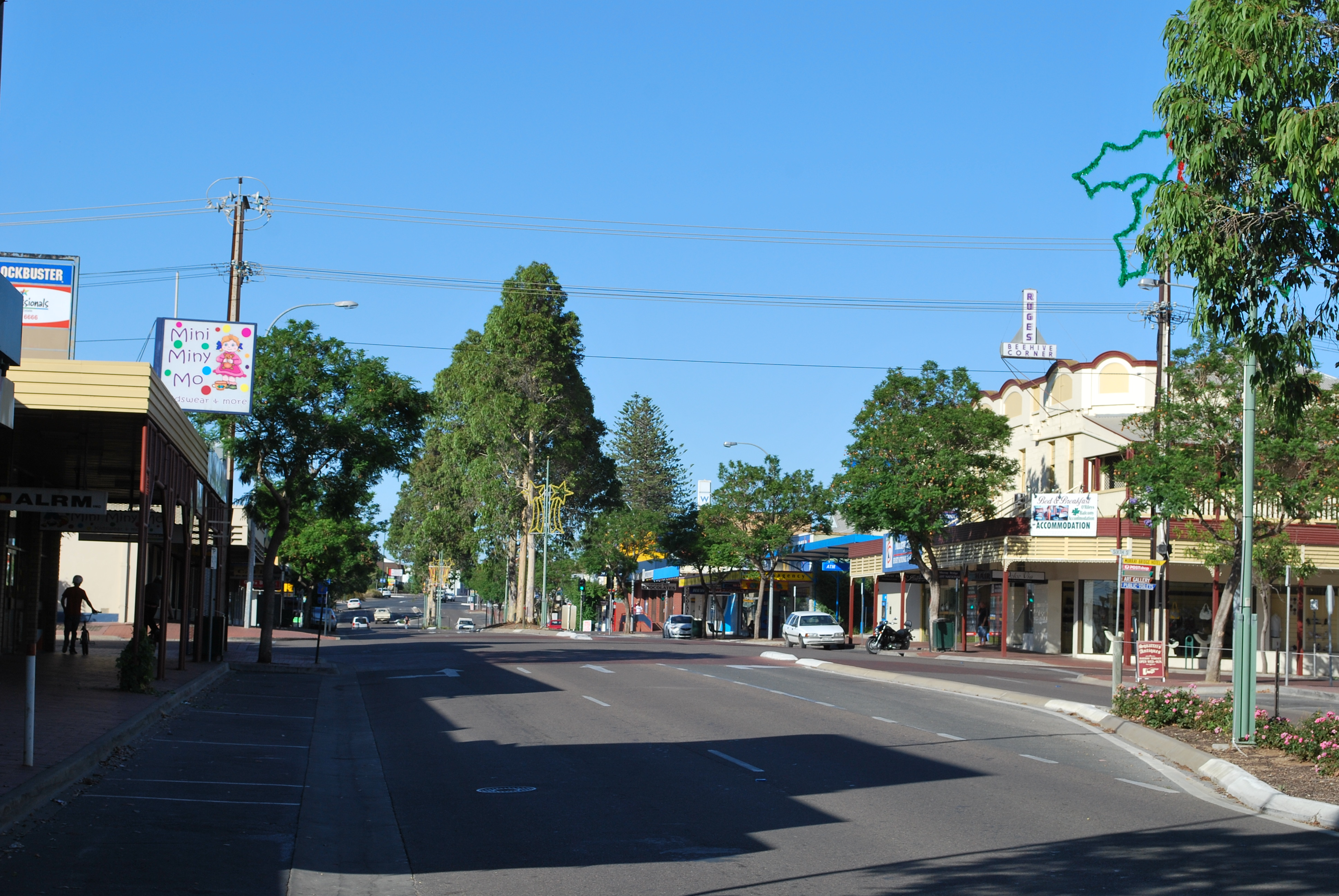
マレーブリッジ（人口：1.8万人）
- マウントバーカー（人口：1.7万人）
- ポートリンカーン（人口：1.6万人）
- ポートピリー（人口：1.5万人）
- ポートオーガスタ（人口：1.4万人）
- ヴィクターハーバー（人口：1万人）

- アデレード
- マウントガンビア
- ゴーラー
- ワイアラ
- マレーブリッジ

## 交通

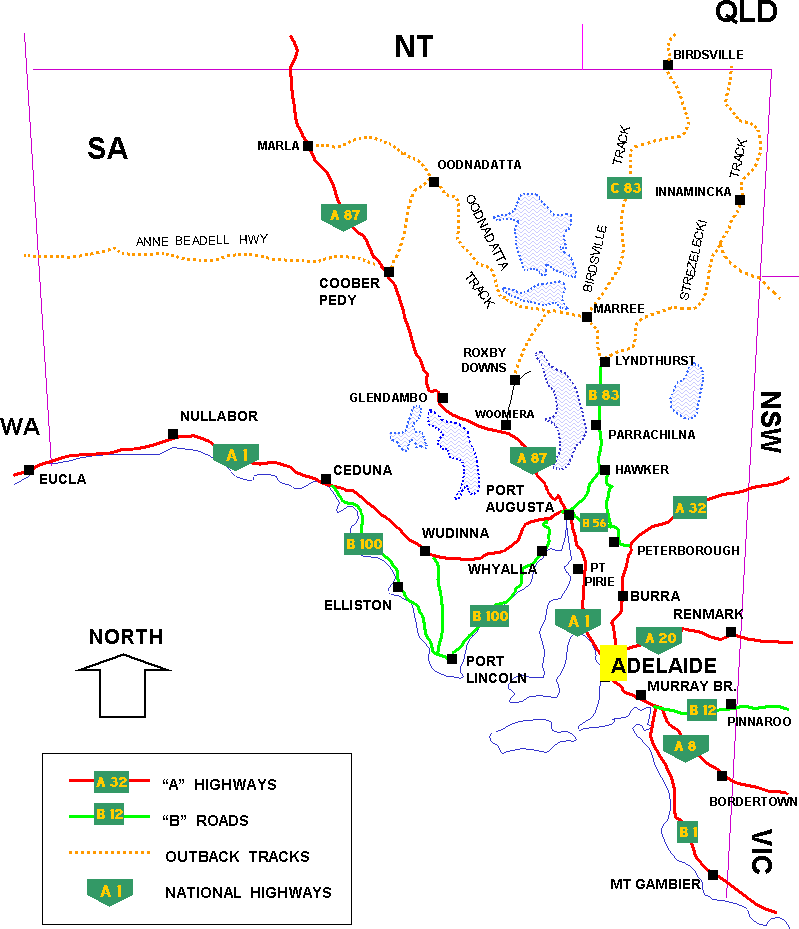
南オーストラリア州の都市、町、道路網

### 道路
主要道路
- バリア・ハイウェイ
- バロッサ谷道路
- デュークス道路
- エアー・ハイウェイ
- フリンダーズ道路
- リンカーン道路
- 主要北道路
- マリー道路
- 北部高速道路
- 王女道路
- リドック道路
- スチュアート道路
- スタート・ハイウェイ
- 南東道路
- 南部高速道路

### 鉄道
州内の鉄道はビクトリア州と同じ広軌（1600mm）で整備されたが、大陸横断鉄道だけは標準軌（1435mm）に改軌されている。アデレード都市圏の一部路線は複線、電化されている。

## 姉妹自治体･提携自治体
- 岡山県（日本国）

1993年（平成5年）5月7日 友好県州提携

## 教育

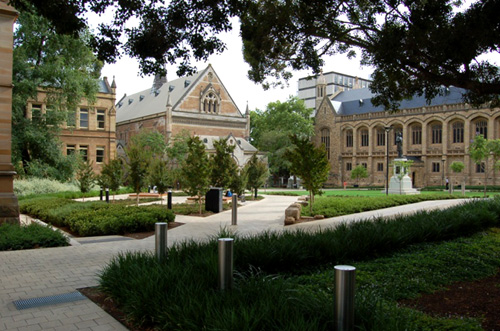
アデレード大学

### 大学
- アデレード大学
- フリンダース大学
- 南オーストラリア大学（UniSA）
- TAFE

## 観光

### 世界遺産
- オーストラリアの哺乳類化石地域 - 1994年、自然遺産